# マイフレッシュライフ
『My Fresh Life 最近見つけた、気持ちのいい暮らし方』は、2020年10月4日からテレビ東京で放送されているミニ番組。放送時間は毎週日曜17時15分から17時20分（JST）。

## 概要
世の中が大きく変化する現代で、今までにないような気持ちのいい暮らし方を見つけ、颯爽と生きる人たちの「フレッシュライフ」を紹介する番組。
毎回、一人の一般人に密着し、生活を快適にするグッズや施設をその暮らし方と共に紹介している。

## ナレーター
- 岸野幸正